# Pere Campmajó
Pere Campmajó, o Pierre Campmajo en francès, (Perpinyà, 15 d'agost del 1942) és un arqueòleg nord-català especialitzat en la protohistòria, des del 1990 establert a Estavar (Alta Cerdanya). S'ha especialitzat en els gravats rupestres a l'Alta Cerdanya, tema de la seva tesi doctoral (2008), i ha participat i promogut  Arxivat 2014-11-29 a Wayback Machine. nombroses excavacions en jaciments prehistòrics a l'Alta Cerdanya.

## Biografia
El seu pare era nat a Puigcerdà. El seu fill Pierre, després de passar per diversos oficis, com els de mariner mercant i forjador, romangué vint anys treballant a la impremta del diari de Perpinyà, l'Indépendant. En jubilar-se el 1997, pogué dedicar-se plenament a l'estudi de l'arqueologia i l'etnografia, temes que havia conreat com a afeccionat  Arxivat 2012-10-23 a Wayback Machine. a partir del 1969 (el 1972 ja feia excavacions a Llo, Alta Cerdanya ). Es diplomà el 1980 a l'Ecole des Hautes Etudes en Sciences Sociales (EHESS, Universitat de Perpinyà) amb un estudi sobre el jaciment prehistòric de Llo i a l'any següent es titulà en Estudis Catalans a la mateixa universitat de Perpinyà, amb un treball sobre l'economia de la Cerdanya a la prehistòria i a la protohistòria. Obtingué el Diploma en Estudis Avançats ("Diplôme d'études approfondies") per l'EHESS el 1985, amb una memòria sobre els gravats esquemàtics lineals a l'Alta Cerdanya. Es doctorà en arqueologia (direcció de Henry Baills, EHESS, 2008) amb una tesi que versava sobre els gravats rupestres de la Cerdanya des de la fi de l'edat del ferro fins a l'època contemporània.
Participà en la creació dels "Col·loquis internacionals d'arqueologia de Puigcerdà" que, promoguts per l'Institut d'Estudis Ceretans, apleguen el bo i millor dels arqueòlegs d'una banda i altra de la frontera en la recopilació i difusió dels coneixements sobre el passat de la Cerdanya i, per extensió, d'una àmplia zona geogràfica  que abasta el conjunt dels Pirineus i més enllà i tot. Pere Campmajó ha aportat textos a diversos d'aquests congressos, i en presidí el XIII Col·loqui (2003). El 1979 creà, juntament amb Denis Crabol, el Groupe de Recherches Archéologiques et Historiques de Cerdagne. Fundà el "Museu de les Arts i les Tradicions Populars" i el 1999 també promogué el "Museu del Granit i dels Talladors de Pedra"  Arxivat 2016-03-03 a Wayback Machine. a Dorres (tots dos, a l'Alta Cerdanya). Ha escrit un gran nombre d'articles sobre arqueologia de la Catalunya del Nord, especialment de l'Alta Cerdanya, sigui en solitari, en col·laboració amb Denis Crabol, amb el seu mestre Jean Guilaine, amb la seva companya Christine Rendu, o amb una munió d'altres arqueòlegs, la majoria igualment formats a Tolosa.
El 2000 va ser l'únic candidat nord-català al premi Cerdà de l'Any que finalment s'emportà el ciclista José Antonio Hermida. El 2012 és investigador associat del "Centre de recherche sur la préhistoire et la protohistoire de la Méditerranée" de la Université de Toulouse 2-Le Mirail.

## Publicacions
(selecció)
- Campmajo, Pierre; Guilaine, Jean Un habitat protohistorique en Cerdagne. L'Avellanosa, Chaos de Targasonne (Pyrénées-Orientales) Carcassonne: Laboratoire de Préhistoire et de Palethnologie, 1971; extret d'Atacina 6 (1971)
- Le site de Lló, a Cypsela 1 (1976), p. 83-90
- Campajó, P.; Guilaine, J. Le site Protohistorique de l'Avellanosa, a Cypsela 1 (1976), p. 115-117
- L'Abri sous Roche de Bena, a Cypsela 1 (1976), p118-121
- Recherches de roches gravées en Cerdagne, a Revue Font-de-Sègre 5 (1979), p. 23-30
- L'ossuaire chalcolithique de L'Amague de la Dona à Baixas (Pyrénées Orientales), a Guilaine, Jean Le groupe de Véraza et la fin des temps néolithiques dans le sud de la France et la Catalogne Paris: CNRS, 1980 ISBN 2222027160
- Le site protohistorique de Llo (Pyrénées Orientales) : Mémoire du Diplôme de l'Ecole des Hautes Etudes en Sciences Sociales, 1980 Perpignan: Université, Centre d'Etudes Préhistoriques Catalanes, 1980
- Campmajo, P.; Vigne, Jean-Denis L'économie cerdane aux époques préhistorique et protohistorique, a Bulletin de la Société Agricole, Scientifique et Littéraire des Pyrénées-Orientales 89 (1980/1981), p. 11-39 (publicat també en extret)
- Campmajo, P.; Crabol, Denis Le dolmen d'Égat (Pyrénées-Orientales), a IVt col·loqui internacional d'arqueologia Puigcerdà: Institut d'Estudis Ceretans, 1982, p. 127-134
- Le site protohistorique de Llo (Pyrénées orientales) Perpignan: Centre d'études préhistoriques catalanes, Université de Perpignan, 1983
- Cerdagne, roches gravées, a Bulletin de l'Association Archéologique des Pyrénées-Orientales 1 (1985), p. 14-15
- Campmajo, P.; Untermann, Jürgen Les gravures rupestres schématiques linéaires de la Cerdagne française, contribució a Protohistoria Catalana, VI col·loqui internacional d'arqueologia de Puigcerdà 1984 Puigcerdà: Institut d'Estudis Ceretans, 1986, p. 317-336
- Eléments pour une approche chronologique des gravures rupestres linéaires de Cerdagne, a Etudes Roussillonnaises offertes à Pierre Ponsich Perpignan: Le Publicateur, 1987, p. 69-82
- Campmajo, P.; Crabol, D. Nouveau jalon des campaniformes pyrénéens dans la haute montagne catalane, a Prehistòria i arqueologia de la Conca del Segre, Homenatge al Prof. Dr. Joan Maluquer de Motes, VII col·loqui internacional d'arqueologia de Puigcerdà 1986, Puigcerdà: Institut d'Estudis Ceretans, 1988, p. 85-102
- Campmajo, P.; Crabol, D. Le rocher aux gravures naviformes de Latour de Carol I - Essai d'interprétation et approche chronologique, a Prehistòria i arqueologia de la Conca del Segre, Homenatge al Prof. Dr. Joan Maluquer de Motes, VII col·loqui internacional d'arqueologia de Puigcerdà 1986, Puigcerdà: Institut d'Estudis Ceretans, 1988, p. 227-239
- Campmajo, P.; Untermann, J. Nouvelles découvertes de graffiti ibériques en Cerdagne : les apports de la culture ibérique en Cerdagne. Données contradictoires, a La romanització del Pirineu, VIII col·loqui internacional d'arqueologia de Puigcerdà 1988 Puigcerdà: Institut d'Estudis Ceretans, 1990, p. 69-78
- Campmajo, P.; Crabol, D. Le Néolithique et les débuts de l'Age du Bronze en Cerdagne, a Travaux de Préhistoire catalane 6 (1998), p. 81-101
- Campmajo, P.; Untermann, J. Corpus des gravures ibériques de Cerdagne, a Ceretània 1 (1991), p. 39-59
- Témoignages écrits de la présence ibère en Cerdagne, a Actes du colloque «Contribution au problème ibérique dans l'Empordà et en Languedoc-Roussillon», Documents d'Archéologie Méridionale 16 (1993), p. 104-111
- Campmajo, P.; Rendu, Christine Les gravures ibériques comme élément de datation des gravures rupestres de Cerdagne, a Cultures i medi de la Prehistória a l'Edat Mitjana, Homenatge al professor Jean Guilaine, X col·loqui internacional d'arqueologia de Puigcerdà Puigcerdà: Institut d'Estudis Ceretans, 1995, p. 479-490
- Une corne de vache gravée, a Ceretània 2 (1998), p. 263-265
- La Voie du Puymorens: une longue histoire pour une longue route, a Ceretània 2 (1998), p. 37-46
- ...Vous avez dit «frontière», a Annals del Centre d'Estudis Comarcals del Ripollès: Ibix, publicació biennal de cultura 1998-1999 (2000), p. 259-261
- Les plaques en schiste gravées du château de Llivia, a Ceretània 3 (2001), p. 205-238
- Signification et utilisation des gravures naviformes, a Travaux du Centre Archéologique du Var (2001), p. 111-112
- Campmajo, P.; Carrareto, Maryse Comment va le potager? Ethnologie du jardin potager cerdan, entre maison et montagne, a Anthropozoologica (2005), p. 13–43
- Brehard, Stéphanie; Campmajo, P. Exploitation des animaux domestiques et structuration de l'espace montagnard à l'Age du Bronze : LLO (Cerdagne, Pyrénées Orientales), a Anthropozoologica (2005), p. 217-233
- Rendu, C.; Campmajo, P.; Crabol, D. Les fouilles d'Enveitg, Pla de l'Orri, a Bulletin de l'A.A.P.O. 20 (2005), p. 19-22
- Rendu, C.; Campmajo, P.; Crabol, D., Bille, Élisabeth; Conesa, Marc; Raynaud, Claude; Ruas, Marie-Pierre Sondages sur le site de Lo Pla à Llo, a Bulletin de l'A.A.P.O. 20 (2005), p. 22-23
- Campmajo, P.; Crabol, D.; Parent, Gilles; Raynaud, C.; Rendu, C.; Ruas, M.-P. Fouilles sur le site de la Coume Païrounell à Angoustrine, a Bulletin de l'A.A.P.O. 20 (2005), p. 16-19.
- Campmajo, P.; Baracetti, Michel Gravures sur ardoises de toit d'époque moderne (Sansa, vallée des Garrotxes, Pyrénées Orientales), a Ceretània 4 (2005), p. 21-54
- Les signes en arbalète de Cerdagne : essai d'analyse formelle et sémantique in roches ornées, roches dressées, aux sources des arts et des mythes. Les hommes et leur terre, a Pyrénées de l'Est, actes du colloque en hommage à Joan Abelanet, 24 au 26 mai 2001 Perpignan: Presses Universitaires de Perpignan, 2005, p. 225-248
- Les roches gravées d'époque Ibère sont-elles des marqueurs de territoire? Le cas de la Cerdagne, a IX Coloquio internacional sobre lengua y culturas paleohispánicas, Barcelona 20 – 24 Octubre 2004 Barcelona: Departament de filologia Llatina, Universitat de Barcelona, 2005, p. 195-233
- Les gravures Ibères dans l'Art Rupestre de l'Âge du Fer. Le cas de la Cerdagne (Pyrénées Orientales), a Món Ibèric als Països catalans. XIII col·loqui internacional d'arqueologia de Puigcerdà 2003 Puigcerdà: Institut d'Estudis Ceretans, 2005, vol. II p. 1101-1133
- Campmajo, P.; Crabol, D.; Bille, E.; Raynaud, C.; Ruas, M.-P.; Parent, G.; Rendu, C. Un atelier de traitement du fer sur le site du haut Moyen Âge de la Coume Païrounell à Angoustrine, a Bulletin de l'A.A.P.O. 21 (2006), p. 41-44  Arxivat 2014-11-29 a Wayback Machine.
- Campmajo, P.; Crabol, D. Une expérience de réduction de minerai de fer dans un bas fourneau à Baillestavy, a Bulletin de l'A.A.P.O. 21 (2006), p. 169-170  Arxivat 2014-11-29 a Wayback Machine.
- Les représentations animales dans l'Art Rupestre linéaire à l'Est des Pyrénées, du 2e Âge du Fer au Moyen Age, a Anthropozoologica 41, 2 (2006), p. 141-169
- Campmajo, P.; Crabol, D. La font del Picasso, sur les chemins des contrebandiers (Palau de Cerdagne, Pyrénées Orientales), a Ceretània 5 (2007), p. 25-32
- Campmajo, P.; Mach, Jordi; Crabol, D.; Ramirez, Jean Découverte d'une épée de la fin de la Tène i sur les contreforts du massif du Puigmal (Pyrénées Orientales), a Ceretània 5 (2007), p. 235-246
- Campmajo, P.; Bouby, Laurent; Ruas, M.-P. Agriculture en montagne Cerdane au Bronze final : les données carpologiques de Llo-Lo Lladre (Pyrénées-Orientales), a Archives d'Ecologie préhistorique (2009)
- Campmajo, P.; Crabol, D. Les grattages naviformes ont-ils des origenes ibères? Questions sur leur signification, a Acta paleohispánica X. Paleohispánica 9 (2009), p. 381-412
- Crabol, D.; Campmajo, P. Les gravures rupestres de Cerdagne, Pyrénées Catalanes : quelques éléments pour la chronologie et une approche symbolique", a Archéo 66 24 (décembre, 2009), p. 61-78  Arxivat 2013-12-03 a Wayback Machine.
- Les gravures rupestres de Cerdagne (Pyrénées Orientales - France), a International Newsletter on Rock Art  56 (2010), p. 21-27
- Campmajo, P.; Ruas, M.-P.; Rendu, C.; Bal, Marie-Claude Paleosol charcoal : Reconstructing vegetation history in relation to agro-pastoral activities since the Neolithic. A case study in the Eastern French Pyrenees, a Journal of archaeological Science 37, 8 (2010), p. 1785-1797
- Hernandez Gruel, Marc; Crabol, D.; Campmajo, P. Prospection thématique : Cerdagne : monuments mégalithiques, a Bilan scientifique. Région Languedoc-Roussillon 2009 (2010), p. 229-230
- Campmajo, P., Ferrer i Jané, J., «Le noveaux corpus d'inscriptions ibériques rupestres de la Cerdagne: Premiers résultats», Palaeohispanica 10 (2010), p. 249-274.
- Ces pierres qui nous parlent : les gravures rupestres de Cerdagne, Pyrénées-Orientales, de la fin de l'âge du fer à l'époque contemporaine : corpus, approches chronologiques, spatiale et culturelle Canet: Trabucaire, 2012 ISBN 978284974144-3 (tesi doctoral)  Arxivat 2014-05-03 a Wayback Machine.